# Bogdan Idzikowski
Bogdan Idzikowski – polski pedagog, dr hab., profesor nadzwyczajny Zakładu Animacji Kultury i Andragogiki Wydziału Pedagogiki, Psychologii i Socjologii Uniwersytetu Zielonogórskiego i Łużyckiej Szkoły Wyższej im. Jana Benedykta Solfy w Żarach.

## Życiorys
Obronił pracę doktorską, następnie uzyskał stopień doktora habilitowanego. Został zatrudniony na stanowisku profesora w Instytucie w Instytucie Pedagogiki Społecznej na Wydziale Nauk Pedagogicznych i Społecznych Uniwersytetu Zielonogórskiego.
Był profesorem nadzwyczajnym w Zakładzie Animacji Kultury i Andragogiki na Wydziale Pedagogiki, Psychologii i Socjologii Uniwersytetu Zielonogórskiego i Łużyckiej Szkole Wyższej im. Jana Benedykta Solfy w Żarach, oraz kierownika w Zakładzie Animacji Kultury i Andragogiki Wydziału Pedagogiki, Psychologii i Socjologii Uniwersytetu Zielonogórskiego.
Był zatrudniony na stanowisku zastępcy prezesa Lubuskiego Towarzystwa Naukowego.